# 울리차 디벤코역
울리차 디벤코 역(러시아어: Улица Дыбенко)은 러시아 상트페테르부르크 시에 있는 상트페테르부르크 지하철 프라보베레즈나야 선의 동쪽 시종착역이다. 1987년 10월 1일에 개통되었다.